# Долењски партизански одред
Долењски народноослободилачки партизански (НОП) одред је био партизанска јединица у саставу Народноослободилачке војске и партизанских одреда Југославије током Другог светског рата у Словенији.

## Историјат
Формиран је почетком маја 1942. од истоименог батаљона и Рошке партизанске чете Јужнодолењског батаљона. Имао је око 300 бораца организованих у два батаљона, али је убрзо нарастао на 4 батаљона. Тада су у састав Одреда ушле Горјанска и Белокрањска партизанска чета. Одред је дејствовао у саставу Треће групе НОП одреда на подручју Сухе крајине, Требња, Горјанаца и Беле крајине. У тзв. пролећној офанзиви партизанских снага Словеније (мај—јун 1942), јединице Одреда су ослободиле целу Суху крајину, принудиле италијанске посаде с тог подручја да се повуку у веће гарнизоне, допрле у непосредну близину Новог Места и блокирале италијанске посаде у Жужемберку, Шентјернеју, Костањевици, Рибници, Старом Тргу на Купи и др., где су водиле тешке борбе с јачим италијанским снагама. Упоредо, Одред је рушио железничке пруге и друмове Гросупље—Рибница–Кочевје, Гросупље—Ново Место—Црномељ. Због веома великог прилива нових бораца, Одреда се крајем јуна развио у Западнодолењски, Кршки и Белокрањски НОП одред у саставу новоформиране пете групе НОП одреда (словеначке). После капитулације Италије формиран је 23. новембра 1943. нов Одред од 2 батаљона са око 200 бораца. Дејствовао је у простору између
река Саве и Крке, југоисточно од Љубљане и дуж комуникација Љубљана—Ново Место—Кршко. Касније, у 1944. и 1945., имао је 3—4 батаљона, понекад са преко 500 бораца. Одред је био мобилизацијски и прихватни центар за борце који су се из Штајерске пребацивали у Долењско, па је из такве његове функције произилазио и карактер
дејства у појасу дуж Саве. Расформиран је маја 1945.